# Georg von Munthe af Morgenstierne
Georg Valentin von Munthe af Morgenstierne, född 3 januari 1892 i Oslo, död 3 mars 1978, var en norsk lingvist och iranist. 
Georg von Munthe af Morgenstierne disputerade 1918 vid Friedrich-Wilhelms-Universität zu Berlin på avhandlingen Über das Verhältnis zwischen Cārudatta und Mṛcchakaṭikā. Han var 1930–1937 professor i komparativ indoeuropeisk lingvistik vid Göteborgs högskola och 1937–1963 professor i indisk språk- och litteraturvetenskap vid Universitetet i Oslo. År 1941 utnämndes han till hedersdoktor vid Göteborgs högskola. Han invaldes 1942 som utländsk ledamot av svenska Vetenskapsakademien.